# Bulgarie aux Jeux olympiques d'été de 1928
La Bulgarie participe pour la troisième fois aux Jeux olympiques lors des Jeux d'Amsterdam. Le pays est représenté par trois cavaliers et deux escrimeurs. La délégation ne remporte aucune médaille.

## Athlètes engagés

### Équitation
Les trois cavaliers participent à l'épreuve de concours complet : Vladimir Stoychev sur Darda, Todor Semov sur Arsenal et Krum Lekarski sur Gigant ; Stoychev et Lekarski 	étaient déjà présent aux Jeux de 1924. Aucun cavalier n'a fini le concours.
Vladimir Stoychev se présente à l'épreuve de dressage et se classe 18e pour un score total de 200,76.

### Escrime
Dimitar Vasilev participe à l'épreuve de l'épée mais totalise seulement 2 victoires pour 6 défaites au premier tour sans pouvoir se qualifier pour le deuxième tour.
Il s'engage aussi sur le tournoi au sabre avec son compatriote Asen Lekarski mais tous deux sont éliminés dès la première épreuves (respectivement 2–3 et 0-5).